# Parinari sprucei
Parinari sprucei är en tvåhjärtbladig växtart som beskrevs av Joseph Dalton Hooker. Parinari sprucei ingår i släktet Parinari och familjen Chrysobalanaceae. Inga underarter finns listade i Catalogue of Life.